# Sideridis nepalensis
Sideridis nepalensis är en fjärilsart som beskrevs av Charles Boursin 1964. Sideridis nepalensis ingår i släktet Sideridis och familjen nattflyn. Inga underarter finns listade i Catalogue of Life.